# Mount McCue
Mount McCue är ett berg i Antarktis. Det ligger i Västantarktis. Nya Zeeland gör anspråk på området. Toppen på Mount McCue är 2 500 meter över havet, eller 1 212 meter över den omgivande terrängen. Bredden vid basen är 2,9 km.
Terrängen runt Mount McCue är kuperad norrut, men söderut är den bergig. Trakten är obefolkad. Det finns inga samhällen i närheten.